# Theronia
Theronia es un género de avispas ichneumon en la familia Ichneumonidae. Hay al menos 30 especies descritas en Theronia. El género tiene una distribución mundial e incluye especies que son endoparasitoide o 
hiperparasitoides de lepidópteros.

## Géneros
Estas 39 especies pertenecen al género Theronia:
- Theronia angustatrix Seyrig, 1934 c g
- Theronia arrosor (Tosquinet, 1903) c g
- Theronia atalantae (Poda, 1761) c g b
- Theronia atralaris Gupta, 1962 c g
- Theronia badia Gupta, 1962 c g
- Theronia brachyura Gupta, 1962 c g
- Theronia brunettea Gupta, 1962 c g
- Theronia clathrata Krieger, 1899 c g
- Theronia compacta Gupta, 1962 c g
- Theronia depressa Gupta, 1962 c g
- Theronia destructor (Smith, 1863) c g
- Theronia dimidia Gupta, 1962 c g
- Theronia flava Gupta, 1962 c g
- Theronia flaviceps (Brulle, 1846) c
- Theronia flavistigma Morley, 1914 c g
- Theronia flavopuncta Gupta, 1962 c g
- Theronia fraucai Gauld, 1984 c g
- Theronia frontella Gupta, 1962 c g
- Theronia hilaris (Say, 1829) c g b
- Theronia hispida Gupta, 1962 c g
- Theronia laevigata (Tschek, 1869) c g
- Theronia lucida (Cameron, 1903) c g
- Theronia lurida Tosquinet, 1896 c
- Theronia maculosa Krieger, 1906 c g
- Theronia maskeliyae Cameron, 1905 c g
- Theronia nigrivertex Gupta, 1962 c g
- Theronia placida (Smith, 1860) c g
- Theronia pseudozebra Gupta, 1962 c g
- Theronia punctata Gupta, 1962 c g
- Theronia pygmaea Gupta, 1962 c g
- Theronia rectangulata Gupta, 1962 c g
- Theronia simillima Turner, 1919 c g
- Theronia steindachneri Krieger, 1906 c g
- Theronia trilineata (Brulle, 1846) c g
- Theronia unilineata Gupta, 1962 c g
- Theronia univittata Seyrig, 1935 c g
- Theronia viridis Gupta, 1962 c g
- Theronia wickhami Cockerell, 1919 c g
- Theronia zebra (Vollenhoven, 1879) c g

Fuentes de datos: i = ITIS, c = Catalogue of Life, g = GBIF, b = Bugguide.net